# Pregled:Šumarstvo
Šumarstvo je znanost i umijeće gospodarenja šumskim bogatstvima. Ono je i značajna gospodarska grana u smislu pridobivanja materijala i energije, kao i angažiranja radne snage. Šumarstvu je cilj održavanje i poboljšavanje šumskih ekosustava, očuvanje biološke raznolikosti te gospodarskih, društvenih i ekoloških funkcija šume.

## Fokus
- Stablo - biljni organizam čija se vrsta, starost, vitalnost, rast, zdravlje i veličina razmatraju pojedinačno ili češće, kao dio cjeline;
- Šuma - zemljište koje je suvislo obraslo šumskim drvećem i/ili njegovim grmolikim oblicima, grmljem i prizemnim rašćem na površini od 0,1 ha i većoj, gdje se trajno proizvode šumski proizvodi i ostvaruju općekorisne funkcije šume, a između biocenoze i staništa vladaju uravnoteženi odnosi.[2]
- Biom - ekološki definiran strukturom šuma, vrstama lista, razmakom stabala i klimom.

| Borealne šume                         | Borealne šume                         | Borealne šume                                  | Borealne šume                                  | Borealne šume                               | Borealne šume                               |
| ------------------------------------- | ------------------------------------- | ---------------------------------------------- | ---------------------------------------------- | ------------------------------------------- | ------------------------------------------- |
|                                       |                                       |                                                |                                                |                                             |                                             |
| Tajga                                 |                                       |                                                |                                                |                                             |                                             |
| Šume umjerenoga pojasa                |                                       |                                                |                                                |                                             |                                             |
|                                       |                                       |                                                |                                                |                                             |                                             |
| Crnogorične šume umjerenog pojasa     | Crnogorične šume umjerenog pojasa     | Listopadne i mješovite šume umjerenih predjela | Listopadne i mješovite šume umjerenih predjela | Mediteranske šume i makije                  | Mediteranske šume i makije                  |
| Tropske/Subtropske šume               |                                       |                                                |                                                |                                             |                                             |
|                                       |                                       |                                                |                                                |                                             |                                             |
| Tropske i subtropske crnogorične šume | Tropske i subtropske crnogorične šume | Tropske i subtropske suhe listopadne šume      | Tropske i subtropske suhe listopadne šume      | Tropske i subtropske vlažne listopadne šume | Tropske i subtropske vlažne listopadne šume |
| Vlažna staništa                       |                                       |                                                |                                                |                                             |                                             |
|                                       |                                       |                                                |                                                |                                             |                                             |
| Šuma mangrova                         | Šuma mangrova                         | Tresetište                                     | Tresetište                                     | Močvara                                     | Močvara                                     |
| Ostalo                                |                                       |                                                |                                                |                                             |                                             |
|                                       |                                       |                                                |                                                |                                             |                                             |
| Urbana šuma                           | Urbana šuma                           | Urbana šuma                                    | Poplavna šuma                                  | Poplavna šuma                               | Poplavna šuma                               |

## Stablo

### Vrste drveća
- Popis vrsta drveća
- Popis šumskih svojti[3]

### Građa stabla i drva
- Krošnja
- Deblo
- Korijen
- Kora
- Kambij
- Bjeljika
- Srčika
- Ksilem
- Floem
- God
- List
- Pup
- Stabljika
- Panj

- Anatomija drva
- Građa drva
- Greške drva

### Poznata stabla
- Gupčeva lipa
- Jela car
- Belina lipa
- Hrast galženjak

## Vrste šuma

### Po ekološkim faktorima
- Bjelogorična šuma
- Crnogorična šuma
- Mediteranske šume i makije
- Ritska šuma
- Tajga
- Tropska kišna šuma
- Džungla
- Šuma mangrova

### Po načinu gospodarenja
- Gospodarska šuma
- Zaštitna šuma
- Šuma posebne namjene: park-šuma, urbana šuma, šumski sjemenski objekt i dr.

### Po postanku
- Prašuma
- Sekundarna šuma

Šumom se ne smatraju: šumski rasadnik, drvored, park, botanički vrt, arboretum.

## Vrste šumskih sastojina
Šumska sastojina je dio šume koji se od ostalih dijelova šume razlikuje po vrsti drveća, načinu gospodarenja, uzgojnom obliku, starosti i stadiju razvoja.

### Po načinu gospodarenja
- Regularna šuma (ili jednodobna)
- Preborna šuma
- Raznodobna šuma

### Po uzgojnom obliku
- Visoki uzgojni oblik - sjemenjača
- Niski uzgojni oblik - panjača
- Degradirane šumske sastojine: šikara, šibljak, makija, garig
- Šumska kultura
- Šumska plantaža

### Po stadiju razvitka
- Razvojni stadiji šume

## Zanimanja u šumarstvu
- Šumarski inženjer, revirnik
- Šumarski tehničar: lugar, poslovođa
- Šumski radnik, drvosječa
- Šumarski inspektor
- Taksator

### Poznati hrvatski šumarski stručnjaci
- Josip Kozarac
- Ante Premužić
- Fran Kesterčanek
- Mirko Vidaković
- Slavko Matić
- Dušan Klepac
- Milan Anić
- Igor Anić
- Adolf Danhelovsky
- Franjo Šporer
- Bogoslav Kosović
- Andrija Borošić
- Branimir Prpić
- Stjepan Šurić
- Antun Levaković
- Šime Meštrović
- Alfons Kauders
- Josip Ettinger
- Aleksandar Ugrenović
- Miroslav Harapin
- Joso Vukelić
- Žarko Miletić
- Đuro Rauš
- Franjo Knebl
- Rudolf Sabadi
- Ferdo Zikmundovsky
- Ivo Dekanić
- Ante Lovrić
- Josip Balen
- Nikola Komlenović
- Zvonimir Špoljarić
- Franjo Čordašić
- Ivan Spaić
- Ivan Herpka
- Ivo Trinajstić
- Vladimir Jambreković
- Đuro Nenadić
- Andrija Petračić
- Zdenko Tomašegović

## Uzgajanje šuma
Uzgajanje šuma je znanstvena i stručna disciplina koja se bavi osnivanjem, njegom i pomlađivanjem šumskih sastojina s ciljem optimalnoga i trajnoga ispunjenja gospodarskih i općekorisnih funkcija.
- Osnivanje šuma: Šumsko sjemenarstvo, Šumski rasadnik, Pošumljavanje
- Morfologija šuma
- Zagrebačka škola uzgajanja šuma
- Fitocenologija
- Pedologija (znanost o tlu) u šumarstvu
- Šumarska genetika
- Oplemenjivanje šumskog drveća
- Genofond
- Dendrologija
- Sukcesija vegetacije
- Provenijencije sjemena
- Šumski reprodukcijski materijal
- Predsjetvena priprema sjemena
- Sjetva sjemena
- Urod sjemena
- Prenamjena šuma

### Uzgojni radovi
- Šumskouzgojni radovi
- Pomlađivanje šuma
- Prirodna obnova šuma
- Sjetva i sadnja
- Njega šuma
- Čišćenje koljika
- Proreda šuma
- Konverzija šuma
- Orezivanje grana
- Tullyjeve cijevi

### Hortikultura
- Božićno drvce
- Kontejnerska proizvodnja sadnica
- Kultivar
- Reznica
- Fitohormon
- Cijepljenje biljaka
- Dunnemanove lijehe
- Krajobrazna arhitektura
- Spomenik parkovne arhitekture

## Pridobivanje šuma
Pridobivanje šuma (eksploatacija šuma) dio je šumarstva koji se bavi uzimanjem i svrhovitom uporabom svih postojećih obnovljivih i neobnovljivih prirodnih proizvoda šume, koji se dijele na glavne ili primarne šumske proizvode (drvo) i sporedne ili sekundarne šumske proizvode (svi ostali šumski proizvodi).
- Sječa
- Šumsko radilište
- Mehanizacija u šumarstvu: motorna pila (Stihl, Husqvarna), skider (Ecotrac, LKT, Timberjack), forvarder, harvester, iverač, traktorska ekipaža, grejder, vitlo, tirfor, cjepač drva, malčer, atomizer, šumarska prikolica, šumarska dizalica
- Alati: sjekira, pila, sajla
- Privlačenje drvnih sortimenata
- Klasiranje drvnih sortimenata
- Transport drva
- Kamion za prijevoz drva
- Šumska žičara
- Šumska željeznica
- Šumsko građevinarstvo
- Šumska infrastruktura
- Otvorenost šuma
- Šumska cesta
- Šumska vlaka
- Šumsko stovarište
- Iveranje
- Smolarenje
- Zaštita na radu u šumarstvu
- Šumarska ekonomika
- Prodaja drva
- Pilana
- Prerada drva
- Obrada drveta
- Tehnologija drva
- Sušenje i parenje drva
- Zaštita drva
- Licitacija
- Šumski doprinos

### Proizvodi od drva
- Drvo (materijal)
- Trupac
- Furnir
- Tehnička oblovina
- Višemetrica
- Ogrjevno drvo
- Drvni sortiment
- Energetsko drvo
- Peleti
- Briketi
- Drvna sječka
- Celuloza
- Celulozni etanol
- Biomasa
- Papir
- Ljepenka
- Drveni ugljen
- Pluto (materijal)
- Namještaj
- Šindra
- Šperploča

## Zaštita šuma
Zaštita šuma je zaštita šumskog bogatstva, njegovog produktivnog tijeka i njegovih produkata od raznih smetnji i gubitaka. Zadaća je zaštite šume ispitati sve štete u šumi, naći sredstva zaštite protiv šteta, naći sredstva suzbijanja svih opasnosti, koje prijete šumi i naći načine gospodarenja, da se zaštiti šuma.
- Šumski požar
- Entomologija
- Fitopatologija
- Bolesti šumskog drveća: hrastova pepelnica, holandska bolest brijesta, rak kore pitomog kestena
- Šumski štetnici: gubar glavonja, zlatokraj, veliki mrazovac, mali mrazovac, kukavičji suznik, hrastova osa listarica, potkornjaci, borov četnjak gnjezdar, hrastova mrežasta stjenica, Chalara fraxinea, zeleni hrastov savijač
- Gradacija štetnih kukaca
- Čuvanje šuma
- Šumska šteta
- Šumski red
- Zdravstveno stanje šuma
- Štetnici šumskog sjemena
- Šumski glodavci: šumski miš, žutogrli šumski miš, šumska voluharica, vodeni voluhar, sivi puh, europski dabar
- Hantavirus
- Biljke nametnice

## Uređivanje šuma
Uređivanje šuma je skup operacija, koje treba obaviti za izradu uređajnog elaborata, tj. plana gospodarenja. Urediti šumu znači sastaviti za nju elaborat (gospodarsku osnovu) po kojem će se gospodariti.
- Šumskogospodarsko područje
- Osnova gospodarenja, šumski odjel, šumski odsjek, revir
- Dendrometrija
- Biometrika
- Fotogrametrija
- Dendrokronologija
- Inventura šuma
- Šumska kronika
- Šumski fond
- Drvna zaliha
- Prsni promjer stabala
- Temeljnica
- Šumski prirast
- Etat
- Sklop sastojine
- Obrast
- Bonitet staništa
- Ophodnja
- Ekološko-gospodarski tip šuma (EGT)
- Metoda izvrtaka
- Huberova formula
- Normala preborne sastojine
- Prirasnoprihodne tablice

### Instrumenti i alati za mjerenja u šumarstvu
- Promjerka
- Visinomjer
- Padomjer
- Daljinomjer
- Presslerovo svrdlo
- Zadirač ili rajzer
- GPS
- Bitterlichov relaskop
- Kompas
- GIS
- Dron

## Ekologija šuma
- Ekologija šuma
- Održivo šumsko gospodarenje, potrajnost
- Općekorisne funkcije šuma
- Ekološka mreža
- Ekološka certifikacija
- Skladištenje ugljika
- Bioraznolikost
- Fenologija
- Fenofaza
- Krčenje šume
- Certificiranje šuma
- FSC
- Natura 2000

## Lovstvo
- Lovnogospodarska osnova
- Lov
- Lovac
- Divljač
- Lovna kinologija, lovački psi: jazavčar, njemački lovni terijer, posavski gonič, istarski kratkodlaki gonič, istarski oštrodlaki gonič, njemački kratkodlaki ptičar, njemački oštrodlaki ptičar, foksterijer, irski seter, engleski seter, vižla, epanjel breton, labradorski retriver, zlatni retriver[9]
- Balistika, lovačko oružje, lovačka puška, sačmarica, karabin, patrona, samostrel, luk i strijela, lovački nož
- Sokolarenje
- Lovostaj
- Lovački trofej
- Lovačka kuća
- Lovni objekti: hranilište, pojilište, solište, čeka
- Uzgoj divljači
- Bolesti divljači
- Lovački vjesnik
- Sveti Hubert
- Lovački muzej u Zagrebu
- Lovačka etika
- Lovački rog
- Krivolov
- Termovizija
- Fotozamka
- Bioetika

## Šumarske institucije
- Fakultet šumarstva i drvne tehnologije u Zagrebu
- Hrvatske šume: šumarija, popis šumarija
- Hrvatski šumarski institut
- Hrvatsko šumarsko društvo, Šumarski list, Šumarski dom u Zagrebu
- Hrvatska komora inženjera šumarstva i drvne tehnologije
- Akademija šumarskih znanosti
- Srednja šumarska škola u Karlovcu
- Šumarski muzej u Krasnu (otvoren 2005), Šumarski muzej u Bošnjacima (od 2007.) te Muzej šumarstva, lovstva i ribolova u Brodu na Kupi (od 2013),
- IUFRO

## Povijest šumarstva
- Povijest šumarstva
- Povijest šumarstva u Hrvatskoj
- Imovna općina
- Povijest lovstva
- Imovna općina

## Manifestacije
- Međunarodni dan šuma
- Dan hrvatskog šumarstva
- Dani slavonske šume
- Festival kiparenja motornom pilom

## Ostalo
- Lugarnica
- Privatne šume u Hrvatskoj
- Prosjeka
- Krpelj
  - lymska borelioza
  - krpeljni meningoencefalitis
- Šumarska politika
- Šumarsko zakonodavstvo
- Šumarska enciklopedija
- Europsko stablo godine
- Dani hrvatskog šumarstva
- Dani slavonske šume
- Fitoterapija
- Bioekonomija
- Ekonomika šumarstva